# ناجي العبد الهادي
ناجي عبد الله يوسف العبد الهادي، من مواليد 31 ديسمبر 1961، نائب في مجلس الأمة الكويتي.

## حياته العلمية والعائلية
حاصل على بكالوريوس في الهندسة من جامعة غرينسبورو في الولايات المتحدة الأمريكية في عام 1984.
متزوج ولديه ثلاثة أولاد وثلاثة بنات.

## عمله
عمل مهندس في بلدية الكويت، وبعدها مراقب عام محافظة العاصمة، وعمل بعدها مراقب للشؤون الفنية وعضو للجنة المرافق العامة وعضو لجنة المقاولين.
وقد عمل في عدد من الجمعيات، فهو نائب رئيس جمعية المهندسين الكويتية، وعضو لجنة تطوير قانون البلدية بجمعية المهندسين، وعضو المجلس الاستشاري بجمعية المهندسين الكويتية، وهو عضو اتحاد المكاتب الهندسية وعضو جمعية السلامة الأمريكية وعضو اللجنة التحضيرية لمؤتمر التآزر الوطني وعضو لجنة المحافظة على الطبقة الوسطى.

## حياته السياسية
شارك في انتخابات مجلس الأمة الكويتي 2003 في الدائرة الحادية عشر، وحصل على المركز الثالث برصيد 1070 صوت وخسر الانتخابات ، وشارك في انتخابات مجلس الأمة الكويتي 2006 في الدائرة الحادية عشر، وحصل على المركز الثالث برصيد 3600 صوت وخسر الانتخابات ، وشارك في انتخابات مجلس الأمة الكويتي 2008 في الدائرة الثالثة، وحصل على المركز الثاني عشر برصيد 5047 صوت وخسر الانتخابات ، وشارك في انتخابات مجلس الأمة الكويتي 2009 في الدائرة الثالثة، وحصل على المركز السادس برصيد 8329 صوت وفاز بالانتخابات.